# Успение Богородично (Дилофо)
Вижте пояснителната страница за други значения на Успение Богородично.
„Успение на Пресвета Богородица“ (на гръцки: Ναός Κοίμησης της Θεοτόκου Διλόφου) е възрожденска православна църква в населишкото село Дилофо (Либохово), Егейска Македония, Гърция.
Храмът е разположен на централния площад на селото. Датира от 1845 година според двата релефни надписа над касата на вратата на южния вход. Построена е на мястото на по-стара църква от XVIII век, издигната вероятно веднага след 1770-1772 година, когато в Либохово пристигат бежанци от повторно разрушеното от албанци село Церо. Според турския ферман новата църква е ремонтирана и се придържа като размери изцяло към старата. Официалното освещаване на църквата е на 18 октомври 1845 година от архиерей Григорий и свещеник Николай според надписа върху иконата на евангелиста Лука.
Църквата е трикорабна базилика с притвор, женска църква, купол, и деветстранна апсида отвън. Изписана е в XIX век от зографа К. Белциос. Дървеният иконостас е дело на Анагностис Цюфас и майстор от Селица, а иконите на него са дело на зографа Адам Анагност. Иконите на Христос Вседържител и Света Богородица (1749) са дело на зографа Алексиос от Янина. В 1923 година до църквата е издигната камбанария от дялани камъни.
Паметникът пострадва значително от опустошителното земетресение от 13 май 1995 г. и по-късно е възстановен. В 1996 година църквата е обявена за защитен паметник.